# Lampredotto
Lampredotto é uma típica comida de rua italiana, na verdade um sanduíche, vendido mais comumente em Florença, na Toscana, feito da quarta e última porção do estômago bovino, chamado de abomaso. A palavra lampredotto deriva do nome italiano para lampreia ou enguia, um peixe que outrora foi abundante nas águas do rio Arno. A tripa lembra a parte interna do boca desse peixe, tanto na aparência quanto na cor. Essa víscera se divide numa parte mais fina, a gala e numa parte mais gordurosa, a spannocchia. A gala se caracteriza por umas elevações e tem um sabor forte. A spannocchia, ao contrário, é mais suave no sabor e cor. O consumidor pode pedir uma versão mais suave da iguaria, chamada sbucciato, que é preparado retirando-se a spannocchia, mas os tradicionalistas afirmam que essa versão não pode ser considerada verdadeiro lampredotto. 
O estômago é cozinhado em água junto com tomates, cebolas, salsa e aipo e então é servida num pão que é mergulhado dentro do molho fervente onde cozinha a tripa. Depois se adiciona sal, pimenta, salsa, molho verde e molho de pimenta malagueta. 
A venda do lampredotto ainda é muito difundida em Florença por causa das muito vendedores da vísceras, chamados de lampredottai. 
Lampredotto era antigamente alimento de pessoas pobres e trabalhadores rudes. Contam na cidade que esse alimento se popularizou numa época de fome, quando se passou a aproveitar essa parte do animal que antes era rejeitada. No século XV já existiam locais que vendiam alimentos baratos para os trabalhadores e que serviam essas vísceras. No século XIX a iguaria era vendida em carroças de madeira pintadas, que eram empurradas nas ruas, e  mais tarde eram conduzidas em veículos movidos a pedal. 
Nos dias de hoje os lampredottos são vendidos em quiosques nas ruas do centro histórico de Florença, e na hora do almoço atraem não só pessoas da região, mas muitos turistas de todo o mundo, que saboreiam o alimento em pé, acompanhado de refrigerante, cerveja ou vinho.